# Shahab Hosseini
Seyed Shahabedin Hosseini Tonekaboni (en persa, شهاب حسینی) conocido como Shahab Hosseini es un actor y director iraní nacido el 3 de febrero de 1974 en Teherán. Es un personaje muy popular en su país, pero también goza de fama internacional por sus colaboraciones con el escritor y director iraní Asghar Farhadi en Acerca de Elly (2008), Una Separación (2011), y El Vendedor (2016). Ha ganado el Oso de Plata al Mejor Actor por Una Separación junto con el de elenco masculino en el 61.er Festival de Cine de Berlín, y el Premio a Mejor Actor en Festival de Cine de Cannes 2016 por su papel en El Vendedor. Shahab por primera vez ganó el premio Crystal Simorgh por la película Superstar (2009). En 2013, debutó como director.

## Biografía
Shahab Hosseini nació el 3 de febrero de 1974 en Teherán. Obtuvo su diploma de la escuela secundaria en Biología. Una vez fue un estudiante de psicología en la Universidad de Teherán, que dejó para emigrar a Canadá. En su lugar, terminó como locutor de radio en Irán. Esto seguido ha ser presentador de un programa para público juvenil y algunos pequeños papeles como actor en un par de series de televisión. Su debut cinematográfico fue en Rokhsareh 2002. Su carrera despegó con su actuación en The Fifth Reaction (2003) del director Tahmineh Milani. En junio de 2011, se anunció que iba a tomar un descanso, pero podría volver al cine en 2013.
Está casado con Parichehr Ghanbari desde 1996 y tiene dos hijos, Mohammad Amin, nacido el 3 de febrero de 2004 y Amir Ali, nacido el 11 de agosto de 2011.

## Filmografía

### Cine
| Año  | Título                      | Rol                   |
| ---- | --------------------------- | --------------------- |
| 2002 | Rokhsareh                   | Mahan Farzam          |
| 2002 | Adamakha                    | Morad                 |
| 2002 | This women doesn’t talk     | Mani                  |
| 2003 | Zahr-e Asal                 | Shahin                |
| 2003 | A Candle in the Wind        | Babak                 |
| 2003 | The Fifth Reaction          | Majid                 |
| 2003 | Elahe-ye Zigorat            | Bahram                |
| 2003 | Gheseye Eshgh               | Mehrdad               |
| 2004 | Gardab                      | Homayoun              |
| 2005 | Salvation at 8:20           | Foad                  |
| 2005 | Homicide Online             | Kamran                |
| 2005 | Pishnahad Panjah Milioni    | Barmak "Bari" Rahnama |
| 2005 | Baghe Aloche                |                       |
| 2006 | Gheyre Montazereh           | Mr.Salek              |
| 2006 | Bachehaye Abadi             | Iman                  |
| 2006 | Tangna                      | Hadi                  |
| 2006 | Istgahe Behesht             | Soroush               |
| 2007 | Mahya                       | Javid                 |
| 2007 | Tanhayi                     | Hamid                 |
| 2008 | Flags of Kaveh's Castle     | Sadegh                |
| 2008 | Niloofar                    | Aziz                  |
| 2008 | Gozareshgar                 |                       |
| 2009 | Heartbroken                 | Amir Ali Doran        |
| 2009 | About Elly                  | Ahmad                 |
| 2009 | Superstar                   | Kourosh Zand          |
| 2009 | Anahita                     |                       |
| 2010 | Parse Dar Meh               | Amin                  |
| 2011 | Final Whistle               | Saman                 |
| 2011 | Barf Rooye Shirvani Dagh    | Bahman                |
| 2011 | A Separation                | Hojjat                |
| 2011 | Africa                      | Shahab                |
| 2011 | Panjeh                      |                       |
| 2012 | Just an Hour Ago            |                       |
| 2012 | Someone Wanna Talk To You   | Mostafa               |
| 2012 | Ashghal Haye Doost Dashtani |                       |
| 2012 | The Paternal House          | Naser                 |
| 2012 | Goodbye                     |                       |
| 2012 | Ziba and I                  |                       |
| 2013 | Hush! Girls Don't Scream    | Interrogador          |
| 2013 | The Painting Pool           | Reza                  |
| 2013 | Dream Interpretation        | Mayor                 |
| 2014 | Time to Love                | Hamid                 |
| 2014 | Living Middle Class         |                       |
| 2014 | Sweet Taste of Imagination  |                       |
| 2014 | Five Stars                  | Reza                  |
| 2014 | Parallel Shadows            |                       |
| 2015 | Come with Me                |                       |
| 2015 | Final Exam                  |                       |
| 2016 | Gholam                      | Gholam                |
| 2016 | The Salesman                | Emad                  |
| 2016 | My brother Khosrow          | Khosrow               |
| 2016 | Lobby                       |                       |
| 2020 | The Night                   | Babak Naderi          |

### Series de televisión
| Año       | Título                | Papel             | Red                                           | Notas y premios                                                                                        |
| --------- | --------------------- | ----------------- | --------------------------------------------- | --- |
| 1999      | Popular De La Familia | Mohammad Amin     | IRIB TV2                                      | |
| 2000      | Después de la Lluvia  | Ali Ahmadi        | IRIB TV3                                      | |
| 2001      | Joven Policía         | Yunes Behgar      | IRIB TV3                                      | |
| 2001      | Hamsafar              | Reza              | IRIB TV3                                      | |
| 2003      | Tabe Adrs             | Shahab Kianfar    | IRIB TV3                                      | |
| 2007      | Cero Grados           | Habib Parsa       | IRIB TV1                                      | coproducción (Irán, Hungría, Francia, Líbano)                                                          |
| 2007      | El Baile De La Mosca  | Dr Vahid Molaei   | IRIB TV2                                      | |
| 2011      | El Deleite del Vuelo  | Abbas Babaei      | IRIB TV1                                      | Premio especial y Diploma de honor de la Resistencia del Festival Internacional de Cine al Mejor Actor |
| 2014      | Sarzamine Kohan       | Rahi              | IRIB TV3                                      | |
| 2015      | Kolah Ghermezi        | Invitado          | IRIB TV2                                      | |
| 2015-2018 | Shahrzad              | Ghobad Divansalar | FilmNet Tgpco EM la Producción de la película | Nominado Premio Hafez al Mejor Actor en un Drama                                                       |

## Premios y distinciones
Festival Internacional de Cine de Cannes
| Año  | Categoría   | Película   | Resultado |
| ---- | ----------- | ---------- | --------- |
| 2016 | Mejor actor | Forushande | Ganador   |

| Año  | Premio                                    | Categoría            | trabajo nominado         | Resultado |
| ---- | ----------------------------------------- | -------------------- | ------------------------ | --------- |
| 2009 | 27 Festival Internacional de Cine de Fayr | Mejor Actor          | La superestrella         | Ganador   |
| 2011 | 61.er Festival de Cine de Berlín          | Mejor Actor          | Una Separación           | Ganador   |
| 2014 | El Festival De Cine De Lisboa             | Especial Mejor Actor | La Pintura de la Piscina | Ganador   |
| 2016 | Premios Hafez                             | Mejor Actor          | Shahrzad (serie)         | Nominado  |